# 紀勢地区広域消防組合
紀勢地区広域消防組合（きせいちくこういきしょうぼうくみあい）は、多気郡大台町、度会郡南伊勢町、度会郡大紀町によって組織される一部事務組合（消防組合）。消防本部の名称は、紀勢地区広域消防組合消防本部。

## 概要
- 消防本部：多気郡大台町佐原754
- 管内面積：729.54km2
- 職員定数：83人
- 消防署1カ所、分署2カ所、出張所1カ所
- 主力機械（2023年4月1日現在）
  - 普通消防ポンプ自動車：4
  - 水槽付消防ポンプ自動車：2
  - 救急自動車：5
  - 救助工作車：1
  - 広報車：4
  - 資機材搬送車：3
  - 後方支援車：1
  - 連絡車：2

管轄区域は大台町、南伊勢町の旧南島町地域、大紀町。

## 沿革
- 1995年（平成7年）4月 - 紀勢地区広域消防組合が仮庁舎（多気郡大台町弥起井320-3）において事務を開始する。管轄区域は多気郡大台町、宮川村、度会郡南島町、大宮町、紀勢町、大内山村。
- 1996年（平成8年）1月 - 仮庁舎、南島町及び紀勢町役場で、平日夜間、土日、祝祭日及び年末年始に救急業務のみ業務を実施する。
- 1996年（平成8年）4月 - 仮庁舎を奥伊勢消防署とする。
- 1996年（平成8年）11月18日 - 宮川出張所が完成する。
- 1996年（平成8年）11月25日 - 紀勢分署、南島分署が完成する。
- 1996年（平成8年）12月1日 - 消防本部、奥伊勢消防署、紀勢分署、南島分署及び宮川出張所にて本格業務を開始する。
- 1997年（平成9年）2月21日 - 消防本部、奥伊勢消防署庁舎が完成する。
- 2005年（平成17年）2月14日 - 大宮町、紀勢町、大内山村が合併し大紀町となり、引き続き当組合に加入する。
- 2005年（平成17年）10月1日 - 南島町と南勢町が合併し南伊勢町となり、引き続き旧南島町地域のみ当組合に加入する。
- 2006年（平成18年）1月10日 - 大台町と宮川村が合併し大台町となり、引き続き当組合に加入する。

## 組織
- 消防組合－管理者：1名、副管理者：2名、収入役：1名、組合議員：6名、監査委員：2名
- 消防本部－総務課、予防課、通信室、消防署

## 消防署
| 消防署       | 住所                | 分署                                                  | 出張所                    |
| ------------ | ------------------- | ----------------------------------------------------- | ------------------------- |
| 奥伊勢消防署 | 多気郡大台町佐原754 | 紀勢：度会郡大紀町崎1871 南島：度会郡南伊勢町河内27-1 | 宮川：多気郡大台町小滝370 |